# Краснознаменка (Новосибірська область)
Краснознаменка (рос. Краснознаменка) — присілок у Болотнинському районі Новосибірської області Російської Федерації.
Входить до складу муніципального утворення Варламовська сільрада. Населення становить 71 особа (2010).

## Історія
Згідно із законом від 2 червня 2004 року органом місцевого самоврядування є Варламовська сільрада.

## Населення
| 1926 | 1979 | 1989 | 2002 | 2007 | 2010 |
| ---- | ---- | ---- | ---- | ---- | ---- |
| 212  | ↘206 | ↘125 | ↘40  | ↘39  | ↗71  |